# Février 2005 en sport
Cette page concerne l'actualité sportive du mois de février 2005.

## Mardi1erfévrier
- Football : 
  - Le RC Strasbourg se qualifie pour la finale de la Coupe de la Ligue en s'imposant 1-0 face à Saint-Étienne.
  - Tandis que Chelsea FC se dirige vers le titre de champion, le choc Arsenal-Manchester United se solde par un succès 2-4 des Red Devils chez les Gunners. Manchester est désormais deuxième.

## Mercredi2 février
- Football : le SM Caen se qualifie pour la finale de la Coupe de la Ligue en s'imposant 3-1 face à l'AS Monaco.

- Vendée Globe : Vincent Riou remporte la course en solitaire autour du monde sur PRB en 87 jours, 10 heures et 47 minutes, améliorant le record de l'épreuve de près de six jours.

## Jeudi3 février
- Football : l'UEFA annonce que les clubs participants à la Ligue des champions et à la Coupe UEFA devront, à partir de 2006, inscrire quatre joueurs formés au club parmi les 25 joueurs désignés pour disputer les matches européens.

- Football américain : le légendaire runnig-back Emmitt Smith annonce la fin de sa carrière.

- Ski alpin, Combiné des  championnats du monde : l'Autrichien Benjamin Raich remporte la médaille d'or devant le Norvégien Askel Lund Svindal et l'Italien Giorgio Rocca. .

- Ski nordique : le skieur de fond Vincent Vittoz est contrôlé positif au furosémide. Si la contre-expertise confirme le cas, Vittoz, porte drapeau du ski nordique français, sera suspendu deux ans, et ne pourra pas participer aux Jeux olympiques d'hiver de 2006.

## Vendredi4 février
- Football : en Suisse, le Servette de Genève est déclaré en faillite par le tribunal. Le club dix-sept fois champion de Suisse compte faire appel de ce jugement.

- Rugby à XIII, World Club Challenge : les Leeds Rhinos (Angleterre) remportent le trophée anglo-australien face aux Canterbury Bulldogs (Australie) par 39 à 32.

- Ski alpin, Combiné féminin des  championnats du monde : la Croate Janica Kostelić conserve son titre devant la Suédoise Anja Pärson et l'Autrichienne Marlies Schild.

## Samedi5 février
- Tournoi des Six Nations : le XV de France s'impose sur le fil 16-9 face au XV d'Écosse.

- Championnat du monde de handball masculin 2005 : la France s'incline 35-32 face à la Croatie en demi-finale .

- Ski alpin, Descente des  championnats du monde : l'Américain Bode Miller fait le doublé Super G-Descente. L'Américain Daron Rhalves et l'Autrichien Michael Walchhofer complètent le podium.

## Dimanche6 février
- Handball : l'Espagne enlève son premier titre mondial de handball en s'imposant 40-34 en finale face à la Croatie. La France accroche le bronze alors que Jackson Richardson tire sa révérence.

- Moto : pressions écologistes obligent, c'est la trentième et dernière édition de l'Enduro du Touquet. Arnaud Demeester gagne sur une Yamaha.

- Rugby à XV, Tournoi des Six Nations : Italie 17, Irlande 28.

- Ski alpin, descente féminine des  championnats du monde : la Croate Janica Kostelić remporte la médaille d'or devant l'Italienne Elena Fanchini et l'Autrichienne Renate Götschl.

- Super Bowl : les New England Patriots remportent le championnat NFL en s'imposant 24-21 face aux Philadelphia Eagles.

- Tournoi de Paris de judo : les judokas français remportent 15 médailles à Bercy.

## Mardi8 février
- Football : le Paris Saint-Germain se sépare de son entraîneur Vahid Halilhodžić.

- Ski alpin, Slalom géant féminin des  championnats du monde : la Suédoise Anja Pärson enlève une seconde médaille d'or devant l'Autrichienne Nicole Hosp et la finlandaise Tanja Poutiainen.

- Ski nordique : contre expertise négative pour le skieur français Vincent Vittoz qui pourra donc défendre ses chances aux championnats du monde de ski nordique puis aux Jeux olympiques d'hiver de 2006.

- Voile : l'Anglaise Ellen MacArthur bat le record du tour du monde à la voile en multicoque : 71 jours et 14 heures. La petite anglaise qui sera anoblie par la Reine à la suite de cet exploit, améliore de plus d'un jour le record de Francis Joyon.

## Mercredi9 février
- Football : 
  - Laurent Fournier est nommé entraîneur du Paris Saint-Germain. Il avait la charge de l'équipe réserve jusque-là.
  - L'équipe de France concède un match nul 1-1 en match amical au Stade de France face à une bonne équipe de Suède.
  - Nombreux matches amicaux internationaux. Les principaux résultats sont : 
    - Hong-Kong 1-7 Brésil ;
    - Émirats arabes unis 1-2 Suisse ;
    - Cameroun 1-0 Sénégal ;
    - Égypte 4-0 Belgique ;
    - Irlande 1-0 Portugal ;
    - Angleterre 0-0 Pays-Bas,
    - Allemagne 2-2 Argentine ;
    - Italie 2-0 Russie ;
    - Irlande du Nord 0-1 Canada ;

  - suite des matches qualificatifs pour la Coupe du monde 2006 : 
    - Europe : 
      - Macédoine 0-0 Andorre ;
      - Albanie 0-2 Ukraine ;
      - Grèce 2-1 Danemark ;
      - Espagne 5-0 Saint-Marin ;

    - CONCACAF : 
      - Trinité-et-Tobago 1-2 États-Unis ;
      - Panama 0-0 Guatemala ;
      - Costa Rica 1-2 Mexique ;

    - Afrique : Maroc 5-1 Kenya ;
    - Asie : 
      - Ouzbékistan 1-1 Arabie saoudite ;
      - Corée du Sud 2-0 Koweït ;
      - Bahreïn 0-0 Iran.

- Ski alpin, Slalom géant des  championnats du monde : report de l'épreuve du jour en raison de mauvaises conditions météorologiques.

## Jeudi10 février
- L'ouverture des Jeux olympiques d'hiver de 2006 aura lieu dans un an, jour pour jour.

- Boxe : le Mexicain Oscar Larios conserve sa ceinture mondiale [WBC] à la suite de son combat sanctionné par une victoire aux points face au challenger américain Wayne McCullough.

- Natation : de Montréal à Montréal. La Fédération internationale de natation avait recalé Montréal il y a trois semaines pour l'organisation des prochains Championnats du monde de natation en juillet. Montréal n'avait pas pu présenter des garanties financières suffisantes. Après bien des débats, et malgré la concurrence de trois villes prêtent à reprendre l'organisation (Berlin, Athènes et Moscou), Montréal est parvenu à convaincre les membres de la FIN : les mondiaux auront bien lieu à Montréal!

- Hockey sur glace, tournoi pré-olympique : huit matches au programme avec la France qui s'impose 4-3 face à l'Ukraine et la Suisse qui domine le Japon 5-1.

- Ski alpin, Slalom géant des championnats du monde : l'Autrichien Hermann Maier remporte la médaille d'or devant son compatriote Benjamin Raich et l'Américain Daron Rhalves.

## Vendredi11 février
- Hockey sur glace, tournoi pré olympique : quatre matches au programme de cette deuxième journée de compétition avec notamment un France-Autriche. Score final 1-1.

- Natation :  le sud africain Ryk Neethling bat à New York, étape de la coupe du mond de natation, son propre record du monde du 100 mètres quatre nages en 51:52.

- Rallye de Suède : après la première journée, le Finlandais Marcus Grönholm sur Peugeot est en tête du classement général devant le Norvégien Petter Solberg sur Subaru (à deux dixièmes de secondes!) et le Français Sébastien Loeb sur Citroën (à 10 secondes).

- Ski alpin, slalom spécial féminin des championnats du monde : la Croate Janica Kostelić enlève une nouvelle médaille d'or devant la finlandaise Tanja Poutiainen et la Tchèque Sarka Zahrobska.

## Samedi12 février
- Football : Jean-Pierre Escalettes est élu président de la FFF. Il était le seul candidat et succède à Claude Simonet.

- Hockey sur glace, tournoi pré olympique : deux matches au programme de cette troisième journée. 
  - Suisse-Norvège, 3-1 ;
  - Danemark-Japon, 5-2.

- Rugby à XV, Tournoi des Six Nations : le XV du Pays de Galles s’impose à Rome face au XV d’Italie, 8-38. De son côté, le XV d’Irlande confirme son statut d’outsider en s’imposant largement à Murrayfield face au XV d’Écosse : 13-40.

- Ski alpin, Slalom spécial des championnats du monde : l’autrichien Benjamin Raich enlève une nouvelle médaille d'or devant son compatriote Rainer Schönfelder et l’italien Giorgio Rocca.

- Tennis, Open Gaz de France de la WTA : après deux demi-finales franco-russes, la finale opposera la Russe Dinara Safina à la Française Amélie Mauresmo.

## Dimanche13 février
- Basket-ball : alors qu'il était agent libre et qu'il hésitait à rejoindre en cours de saison une équipe prétendante au titre, Karl Malone annonce qu'il met un terme à sa carrière.

- Hockey sur glace : tournoi qualificatif pour les Jeux olympiques d'hiver de 2006 qui auront lieu à Turin ont offert les trois dernières places à la Suisse, la Lettonie et le Kazakhstan.

- Rallye de Suède : le Norvégien Petter Solberg remporte le Rallye de Suède sur une Subaru devant l'Estonien Markko Märtin et le Finlandais Toni Gardemeister. À noter les abandons de Marcus Grönholm et Sébastien Loeb.

- Rugby à XV, Tournoi des Six Nations : Angleterre 17-18 France.

- Ski alpin : championnats du monde par équipes. Bredouilles jusque-là, les Allemands remportent la médaille d'or dans la nouvelle épreuve par équipes devant l'Autriche et la France.

- Tennis : 
  - Tournoi de tennis de Marseille de l'ATP : Joachim Johansson (SUE) s'impose en finale contre Ivan Ljubičić (CRO), 7-6, 6-3. Saison 2005 de l'ATP
  - Open Gaz de France de la WTA : Dinara Safina (RUS) remporte le tournoi face à Amélie Mauresmo (FRA), 6-4, 2-6, 6-3.

## Lundi14 février
- Cyclisme : l'Américain Lance Armstrong annonce sa participation à la course à étapes Paris-Nice. En revanche, pas de confirmation sur sa participation au Tour de France 2005.

## Mardi15 février
- Hockey sur glace : le commissaire de la LNH, Gary Bettman, a donné comme date buttoir pour s'entendre pour une nouvelle convention collective le mercredi à 13h30. Si aucune entente ne survient, la ligue annulera complètement la saison, ce sera la première fois qu'une ligue de sport professionnelle annule une saison au complet en Amérique du Nord.

## Mercredi16 février
- Cyclisme : l'Américain Lance Armstrong annonce sa participation au Tour de France 2005.

- Football, matches aller des seizièmes de finale de la Coupe UEFA :
  - Partizan Belgrade 2–2 Dniepr
  - Shakhtar Donetsk 1–1 Schalke 04
  - Ajax 1–0 Auxerre
  - Panathinaikos 1–0 FC Séville
  - Parme 0–0 Vfb Stuttgart
  - Sporting Portugal 2–1 Feyenoord
  - Valence 2–0 Steaua Bucarest
  - Austria Vienne–Athletic Bilbao (interrompu)

- Hockey sur glace : le commissaire de la LNH, Gary Bettman, a officiellement annoncé l'annulation complète de la saison 2004-2005 de la LNH, faute d'en venir à une entente concernant une nouvelle convention collective entre la Ligue et l'Association des joueurs. Une différence de 6,5 millions de dollars séparés les 2 parties pour ainsi s'entendre pour une nouvelle convention collective.  C'est la première fois qu'une ligue de sport professionnelle annule une saison au complet en Amérique du Nord.

## Jeudi17 février
- Football, matches aller des seizièmes de finale de la Coupe UEFA :
  - Dynamo Kiev 0 – 0 Villarreal;
  - Grazer AK 2 – 2 Middlesbrough;
  - Fenerbahçe 0 – 1 Real Saragosse;
  - FC Bâle 0 – 0 LOSC Lille;
  - Aix-la-Chapelle 0 – 0 AZ;
  - Heerenveen 1 – 2 Newcastle United;
  - CSKA Moscou 2 – 0 Benfica;
  - Olympiakos 1 – 0 Sochaux.

- Championnats du monde de ski nordique à Oberstdorf (Allemagne) :
  - ski de fond 10 km (femmes) : la Tchèque Kateřina Neumannová est championne du monde devant la Russe Julija Tchepalova. La norvégienne Marit Bjørgen complète le podium.
  - ski de fond 15 km (hommes) : les Italiens Piller Cottrer et Fulvio Valbusa occupent les deux premières marches du podium. Le Norvégien Ruud Hofstad termine troisième.

## Vendredi18 février
- Football : Youri Djorkaeff annonce son transfert vers les New York MetroStars.

- Ski alpin : l'Autrichien Michael Walchhofer remporte la descente de Garmisch-Partenkirchen devant son compatriote Hermann Maier et l'américain Bode Miller.

- Championnats du monde de ski nordique à Oberstdorf (Allemagne) : 
  - combiné nordique (hommes) : l'Allemand Ronny Ackermann, tenant du titre, remporte l'épreuve devant son compatriote Bjoern Kircheisen et l'Autrichien Felix Gottwald.

## Samedi19 février
- Championnats du monde de ski nordique à Oberstdorf (Allemagne) :
  - Ski de fond 2 × 7,5 km poursuite Femmes : la russe Julija Tchepalova est championne du monde devant deux Norvégiennes : Marit Bjørgen et Kristin Steira.
  - Saut à ski K90 : le Slovène Rok Benkovic champion du monde surprise sur le tremplin court devant le Tchèque Jakub Janda et le Finlandais Janne Ahonen.

- Ski alpin :
  - Hommes : l'Autrichien Michael Walchhofer remporte la deuxième descente de Garmisch-Partenkirchen devant ses compatriotes Mario Streiber et Fritz Ströbl.
  - Dames : l'Autrichienne Michaela Dorfmeister remporte le super G d'Åre en Suède devant sa compatriote Alexandra Meissnitzer et l'Italienne Lucia Recchia.

## Dimanche20 février
- Championnats du monde de ski nordique à Oberstdorf (Allemagne) :
  - Ski de fond 2 × 15 km poursuite Hommes : le Français Vincent Vittoz remporte la première médaille d'or française en ski nordique devant l'Italien Giorgio Di Santa et le Norvégien Frode Estil.
  - Saut à ski K90 par équipes : l'Autriche enlève le titre devant l'Allemagne et la Slovénie.

- NASCAR : la course du Daytona 500 a été remporter par Jeff Gordon.

- Ski alpin :
  - Hommes : le super G de Garmisch a été remporté par l'Autrichien Christoph Gruber devant le Suisse Didier Défago et le Canadien François Bourque.
  - Dames : le géant de Åre a été remporté par l'Espagnole María José Rienda devant l'Autrichienne Nicole Hosp et la Suédoise Anja Pärson.

## Lundi21 février
- Championnats du monde de ski nordique à Oberstdorf (Allemagne) :
  - ski de fond, relais 4 × 5 km Femmes : la Norvège remporte le titre devant la Russie et l'Italie.

## Mardi22 février
- Football, matches aller des huitièmes de finale de la Ligue des champions de l'UEFA :
  - Liverpool 3-1 Leverkusen;
  - Real Madrid 1-0 Juventus;
  - Bayern 3-1 Arsenal;
  - PSV Eindhoven 1-0 AS Monaco.

- Championnats du monde de ski nordique à Oberstdorf (Allemagne) :
  - ski de fond sprint classique Hommes : le Russe Vassili Rotchev remporte le titre devant le Norvégien Tor Arne Hetland et le Suédois Thobias Fredriksson.
  - ski de fond sprint classique Femmes : la Suédoise Emelie Öhrstig remporte le titre devant ses compatriotes Lina Andersson et Anna Dahlberg.

## Mercredi23 février
- Football, matches aller des huitièmes de finale de la Ligue des champions de l'UEFA :
  - Werder Brême 0-3 Olympique lyonnais;
  - Manchester United 0-1 Milan AC;
  - FC Porto 1-1 Inter Milan;
  - FC Barcelone 2-1 Chelsea FC.

- Championnats du monde de ski nordique à Oberstdorf (Allemagne) :
  - Combiné nordique par équipes : la Norvège remporte le titre devant l'Autriche et l'Allemagne.

## Jeudi24 février
- Football, matches retour des seizièmes de finale de la Coupe UEFA (en gras les clubs qualifiés pour les huitièmes de finale) :
  - Dniepr Dniepropetrovsk 0-1 Partizan Belgrade;
  - Schalke 04 0-1 Shakhtyor Donetsk;
  - AZ Alkmaar 2-1 TSV Alemannia Aachen;
  - Steaua Bucarest 2-0 (t.a.b. 4-3) Valence CF;
  - FC Sochaux 0-1 Olympiakos Le Pirée;
  - Stuttgart 0-2 (a.p.) Parme AC;
  - AJ Auxerre 3-1 Ajax Amsterdam;
  - Newcastle United 2-1 SC Heerenveen;
  - Feyenoord Rotterdam 1-2 Sporting Portugal;
  - Real Saragosse 2-1 Fenerbahçe;
  - Middlesbrough 2-1 Grazer AK;
  - LOSC Lille 2-0 FC Bâle;
  - Villarreal CF 2-0 Dinamo Kiev;
  - FC Seville 2-0 Panathinaïkos;
  - Benfica Lisbonne 1-1 CSKA Moscou.

- Football, match aller des seizièmes de finale de la Coupe UEFA:
  - Austria Vienne 0-0 Athletic Bilbao.

- Championnats du monde de ski nordique à Oberstdorf (Allemagne)
  - ski de fond relais 4 × 10 km Hommes : la Norvège remporte le titre devant l'Allemagne et la Russie.

## Vendredi25 février
- Basket-ball : l'USVO Valenciennes s'incline à domicile (70-73) face au Ros Casares Valence (Espagne) en huitièmes de finale retour de l'Euroligue féminine et quitte la compétition à ce stade. C'est une série de quatre finales européennes d'affilée qui prend fin pour les nordistes.

- Championnats du monde de ski nordique à Oberstdorf (Allemagne) :
  - Ski de fond, sprint par équipes femmes : la Norvège remporte le titre devant la Finlande et la Russie.
  - Ski de fond, sprint par équipes hommes : la Norvège remporte le titre devant l'Allemagne et la République tchèque.
  - Saut à ski, K120 individuel : le Finlandais Janne Ahonen champion du monde devant le Norvégien Roar Ljøkelsøy et le Tchèque Jakub Janda.

- Ski alpin : la Suédoise Anja Pärson remporte le super G de San Sicario devant l'Italienne Isolde Kostner et l'Autrichienne Michaela Dorfmeister.

## Samedi26 février
- Football, Ligue 1 : le match PSG-Bastia se joue à huis clos au Parc des Princes. C'est une première pour le PSG ; c'est la troisième fois qu'un match de championnat de D1 / L1 se dispute à huis clos après les précédents de 1975 (Nice-Nîmes) et 2001 (Strasbourg-Metz).

- Rugby à XV : Tournoi des Six Nations :
  - XV de France 18-24 XV du Pays de Galles.
  - XV d'Écosse 18-10 XV d’Italie.

- Ski alpin :
  - La Suédoise Anja Pärson remporte la descente de San Sicario devant la Croate Janica Kostelić et l'Allemande Hilde Gerg.
  - L'Autrichien Benjamin Raich remporte le géant de Kranjska Gora devant son compatriote Hermann Maier et l'Américain Bode Miller.

- Championnats du monde de ski nordique à Oberstdorf (Allemagne) :
  - Ski de fond, 30 km Femmes :  la Norvégienne Marit Bjørgen championne du monde devant la Finlandaise Virpi Kuitunen et la Russe Natalia Baranova-Masolkina.
  - Saut à ski, K120 par équipes : l'Autriche remporte le titre devant la Finlande et la Norvège.

## Dimanche27 février
- Football :
  - Finale de la Coupe de la Ligue anglaise. Chelsea 3, Liverpool FC 2. Premier titre anglais pour Didier Drogba et son entraîneur, José Mourinho.
  - Match retour des Seizièmes de finale de la Coupe UEFA : Athletic Bilbao 1-2 Austria Vienne.

- Rugby à XV, Tournoi des Six Nations : Irlande 19, Angleterre 13.

- Ski alpin  :
  - La Croate Janica Kostelić remporte le combiné de San Sicario devant la Suédoise Anja Pärson et la Canadienne Emily Brydon.
  - L'Italien Giorgio Rocca remporte le slalom de Kranjska Gora devant le Suédois André Myhrer et l'Autrichien Benjamin Raich

- Championnats du monde de ski nordique à Oberstdorf (Allemagne) :
  - Ski de fond 50 km Hommes : triplé norvégien et titre pour Frode Estil devant Anders Aukland et Odd-Bjørn Hjelmeset.
  - Combiné nordique sprint : l'Allemand Ronny Ackermann champion du monde devant les Norvégiens Magnus Moan et Kristian Hammer.

- Tennis :
  - ATP tour, Dubaï : le Suisse Roger Federer a battu le Croate Ivan Ljubičić en finale sur le score de 6-1 6-7 6-3
  - WTA Tour, Doha : la Russe Maria Charapova a battu l'Australienne Alicia Molik en finale sur le score de 4-6 6-1 6-4.

## Lundi28 février
- Hockey sur glace , finale de la Coupe de France : Rouen conserve son trophée en s'imposant 4-3 face à Briançon.